# Champniers-et-Reilhac
Champniers-et-Reilhac, okzitanisch Champs Niers e Relhac, ist eine französische Gemeinde mit 511 Einwohnern (Stand 1. Januar 2022) im Département Dordogne in der Region Nouvelle-Aquitaine (vor 2016 Aquitanien). Sie gehört zum Arrondissement Nontron und zum Kanton Périgord Vert Nontronnais. Zuständiger Gemeindeverband ist die Communauté de communes du Périgord Nontronnais. Die Einwohner werden als Champniérois bzw. Champniéroises bezeichnet.

## Etymologie
Der Ortsname Champniers leitet sich vom Okzitanischen Champs niers, Französisch champs noirs, ab. Gemeint sind schwarze Böden, d. h. Böden von guter Qualität. Der Ortsname Relhac oder Reilhac stammt wahrscheinlich von einem gallorömischen Eigennamen Regilius oder Regulius, versehen mit dem Suffix -acum als Ortsbezeichnung oder Besitzanspruch.

## Geographie

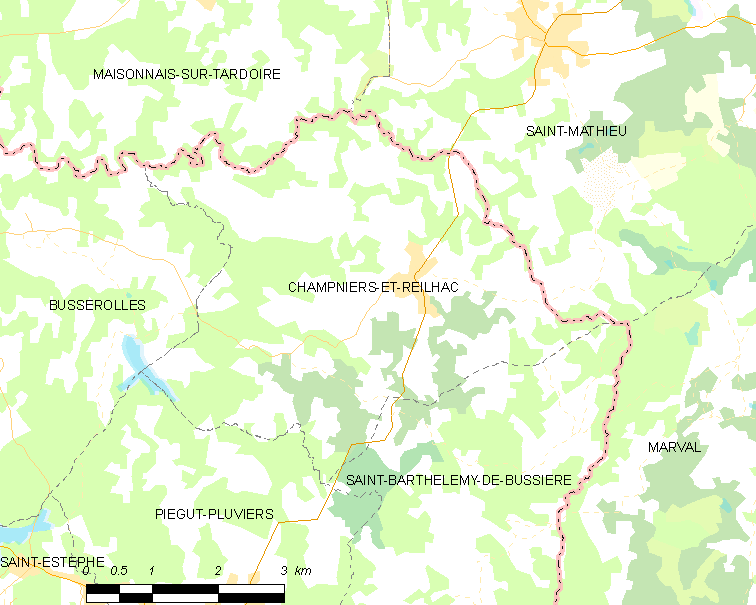
Lagekarte von Champniers-et-Reilhac

Die heutige Gemeinde Champniers-et-Reilhac ging 1806 aus einer Zusammenlegung der beiden bis dahin unabhängigen Gemeinden Champniers und Reilhac hervor, die neue Gemeinde nannte sich damals noch Reilhac-et-Champniers. Erst 1847 wurde die heutige Schreibweise  Champniers-et-Reilhac eingeführt.
Die beiden Ortschaften liegen beinahe fünf Kilometer voneinander entfernt, wobei Reilhac abseits der Hauptverkehrsader D 675  liegt.
Die Gemeinde Champniers-et-Reilhac grenzt an das Département Haute-Vienne. Reilhac ist die am nördlichsten gelegene Ortschaft im Département Dordogne. Bis nach dem im Westen gelegenen Montbron im Département Charente sind es 18 Kilometer, nach Saint-Mathieu im Nordnordosten nur 5 Kilometer (Luftlinie). Nontron im Südwesten ist 21 Kilometer entfernt.
Champniers-et-Reilhac  wird von folgenden fünf Gemeinden umgeben:
| Maisonnais-sur-Tardoire (Département Haute-Vienne) | Maisonnais-sur-Tardoire (Haute-Vienne)      | Saint-Mathieu (Département Haute-Vienne) |
| Busserolles                                        | Kompassrose, die auf Nachbargemeinden zeigt |                                          |
| Piégut-Pluviers                                    | Piégut-Pluviers                             | Saint-Barthélemy-de-Bussière             |

Auf dem Gemeindegebiet von Champniers-et-Reilhac liegen folgende Weiler, Gehöfte, Mühlen und Geländepunkte: Belair, Beyranne, Chantelouve,  Chèvre Morte, Chez Gonneau, Chez Tendeau, Étang de Pouyol, Fraisse, Gué du Bost, La Chabanne, La Chabroulie,  La Chapaudie, La Coudenie, La Francherie, La Parentie, La Petite Chabane, La Trémoulie, Laubergie,  Le Bost, Le Calvaire, Le Cluzeau, Le Grafeuil, Le Grand Bost, Le Moulin de la Chabroulie, Le Puy, Les Brousses, Les Fougères, Les Juries, Les Maisonnettes, Les Métairies, Les Petites Brousses, Les Petits Moulins, Les Prades, Les Simonies, Les Tamouzies, Maison Seule, Maisonneuve, Marcillac, Papey und Puyfaud.
Der topographisch tiefste Punkt des Gemeindegebietes liegt mit 185 Meter über N. N. am Zusammenfluss von Trieux und Nauzon im äußersten Westen. Der höchste Punkt mit 360 Meter über N. N. befindet sich am äußersten Ostpunkt der Gemeinde. Dies spiegelt das generell pultschollenartige Einfallen der Landschaft gen Westen wider. Die maximale Höhendifferenz beträgt 175 Meter. Champniers liegt auf 290 Meter, Reilhac auf 247 Meter Meerhöhe.

### Verkehrsanbindung
Durch Champniers verläuft die Nord-Süd-Achse D 675 von Nontron nach Saint-Mathieu. Die Nebenstraße D 111/D 117 stellt eine östliche Querverbindung in Richtung Cussac her, die D 110 führt nach Westen zum Ortsteil Reilhac und anschließend weiter nach Maisonnais-sur-Tardoire. Über die D 90 wird Busserolles im Westen erreicht. 

### Bodenbedeckung

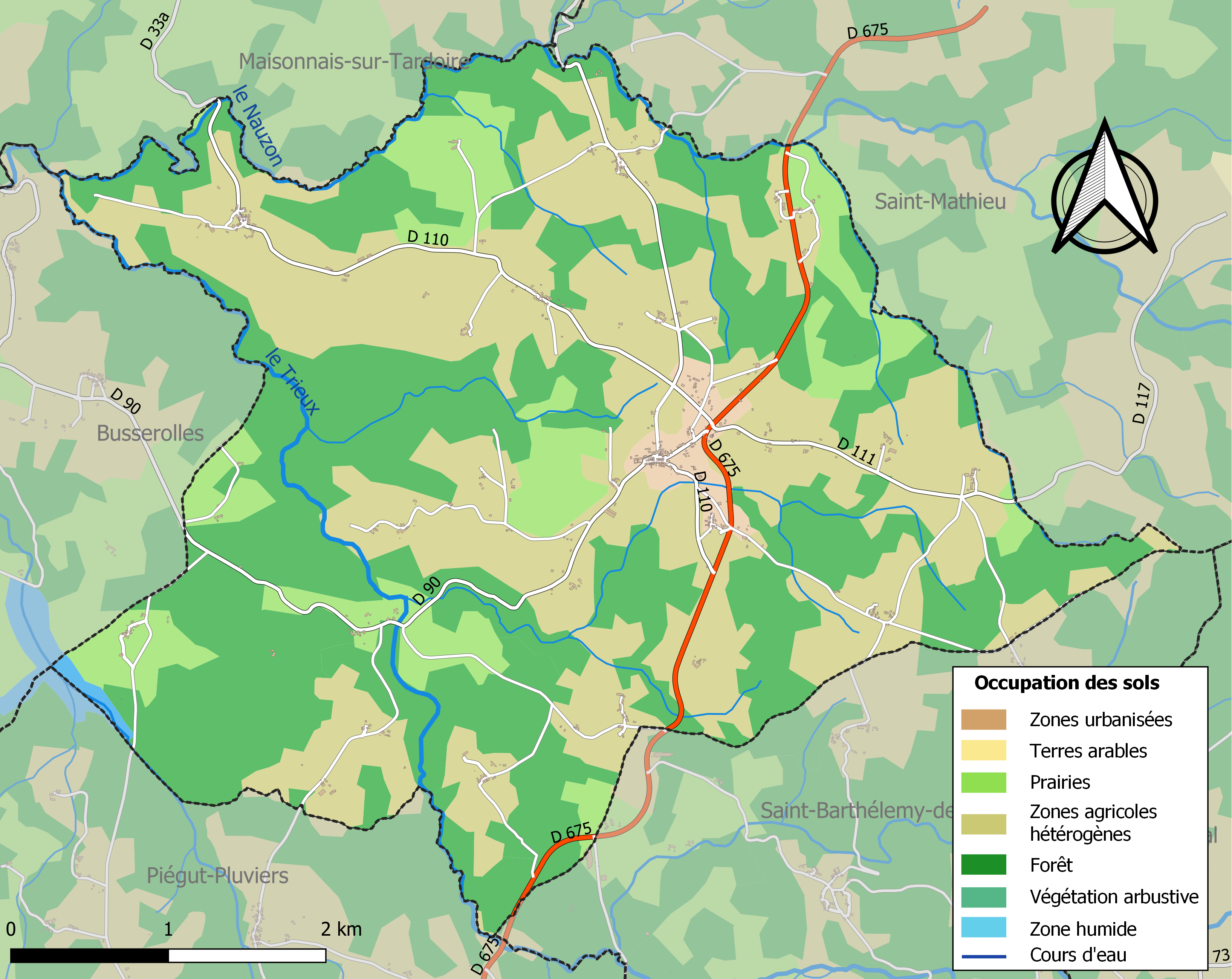
Bodenbedeckung in Champniers-et-Reilhac

Die Bodenbedeckung der Gemeinde Champniers-et-Reilhac schlüsselt sich im Jahr 2018 gemäß der europäischen Datenbank CORINE Land Cover (CLC) wie folgt auf:
- Wälder – 45,1 %
- heterogene landwirtschaftliche Nutzung – 41,6 %
- Wiesen – 11,2 %
- Ackerland – 3,9 %
- städtebaulich beansprucht – 1,8 %
- Wasserläufe – 0,3 %.

Die landwirtschaftliche Nutzung (bestehend aus heterogener Landwirtschaft inklusive Wiesen) steht 2018 im Vordergrund. Sie ist mit 52,8 % gegenüber 1990 (55,6 %) jedoch leicht zurückgegangen.

## Klima
Die Gemeinde Champniers-et-Reilhac besitzt ein abgeschwächtes ozeanisches Klima, das sich durch folgende Parameter auszeichnet:
| Klimaparameter im Zeitraum 1971-2000 - Jahresmittel: 11,4 °C - Anzahl der Tage unter −5 °C: 2,4 - Anzahl der Tage oberhalb 30 °C: 4,6 - Maximum im Tages-Temperaturunterschied: 14,7 °C - Jahresniederschlag: 1086 mm - Niederschlagstage im Januar: 13,3 - Niederschlagstage im Juli: 7,9 |

Durch den Klimawandel zeichnen sich Erhöhungen im Jahresmittel ab, die sich bereits auch bemerkbar machen. So ist beispielsweise an der 45 Kilometer entfernten Wetterstation am Flughafen von Limoges-Bellegarde das langjährige Jahresmittel von 11,2 °C für 1971-2000 über 11,4 °C für 1981-2010 auf 11,8 °C für 1991-2020 angestiegen – ein Zuwachs um 0,6 °C innerhalb von 20 Jahren.

## Hydrographie

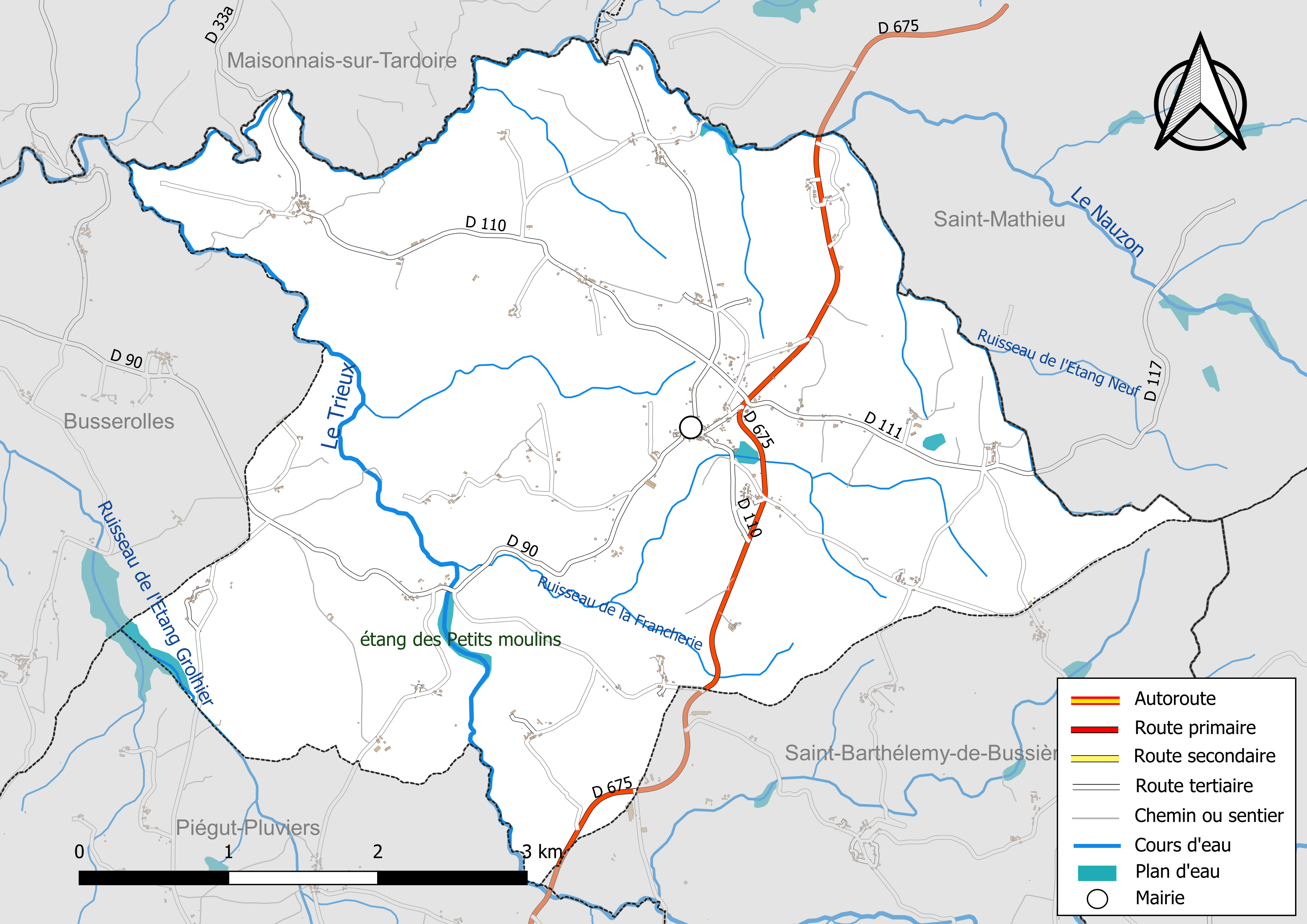
Hydrographische Karte von Champniers-Reilhac

Der Südwesten des Gemeindegebietes wird vom Trieux, einem linken Nebenfluss der Tardoire, in Richtung Nordwesten entwässert. Am westlichsten Punkt der Gemeinde mündet der Nauzon, ein kleinerer rechter Nebenarm des Trieux, der gleichzeitig als Grenzfluss zum Département Haute-Vienne fungiert. Er geht im Oberlauf in den Ruisseau de l’Étang Neuf über, der den weiteren Grenzverlauf bildet. Im Südwesten liegen ferner zwei kleinere Stauseen, der L'Étang des Petits Moulins und der L'Étang Grolhier – letzterer ist ein wichtiges Vogelschutzgebiet.
Generelle Entwässerungsrichtung ist nach Westen.
Die Tardoire gehört zum Flusssystem der Charente.
Das Entwässerungsnetz in der Gemeinde Champniers-et-Reilhac besitzt eine Gesamtlänge von 28 Kilometer.

## Geologie

Geologische Karte von Champniers-et-Reilhac

Das Gemeindegebiet von Champniers-et-Reilhac wird vollständig von variszischen Grundgebirgsgesteinen des nordwestlichen Massif Central unterlagert. In der Hauptsache ist dies der Saint-Mathieu-Leukogranit mit seiner feinkörnigen (Champniers-et-Reilhac-Leukogranit – γ2) und seiner grobkörnigen Fazies (eigentlicher Saint-Mathieu-Leukogranit – γ2M). Die grobkörnige Fazies enthält als seltene Einschlüsse bei Les Juries Nordnordwest-streichende Glimmerschiefer der Parautochthonen Glimmerschiefereinheit (ξ1) und bei Les Fougères einen in die Nordwest-Richtung gedrehten  Pegmatitkörper (P).
Im Südwesten ist gerade noch der Piégut-Pluviers-Granodiorit in seiner feinkörnigen Randfazies (fγ3M) und in seiner grobkörnigen Normalfazies (γ3M) aufgeschlossen. 
Im feinkörnigen Übergangsbereich der beiden Granitoide sind auch noch Züge und Linsen von Paragneis (ζ1-2) und migmatitischem Paragneis (Mζ1-2) zwischengeschaltet. Interessant ist der Übergang zwischen den Paragneisen und dem Granodiorit bei Laubergie, der über eine Distanz von gut 100 Meter sehr sukzessiv und konkordant zur Nordwest-streichenden Foliation der Paragneise erfolgt. 
Die Granitoide werden von Störungen und teils scharartig auftretenden Mikrogranitgängen durchzogen. Die bevorzugte Streichrichtung ist Nordnordwest, aber auch nördliche, nordnordöstliche und nordöstliche Richtungen treten auf. Bei Chez Tendeau quert ein Ostsüdost-streichender Quarzgang den Granodiorit. Verwerfungen und Gänge sind das Ergebnis der spätvariszischen Dehnungstektonik.
Die Talungen des Nauzons und des Trieux weiten sich kurz vor ihrem Zusammenfluss. In ihnen wurde holozänes Alluvium abgelagert – Feinsande mit Quarzgeröllen (Formation Fy-z).

## Ökologie und Umwelt

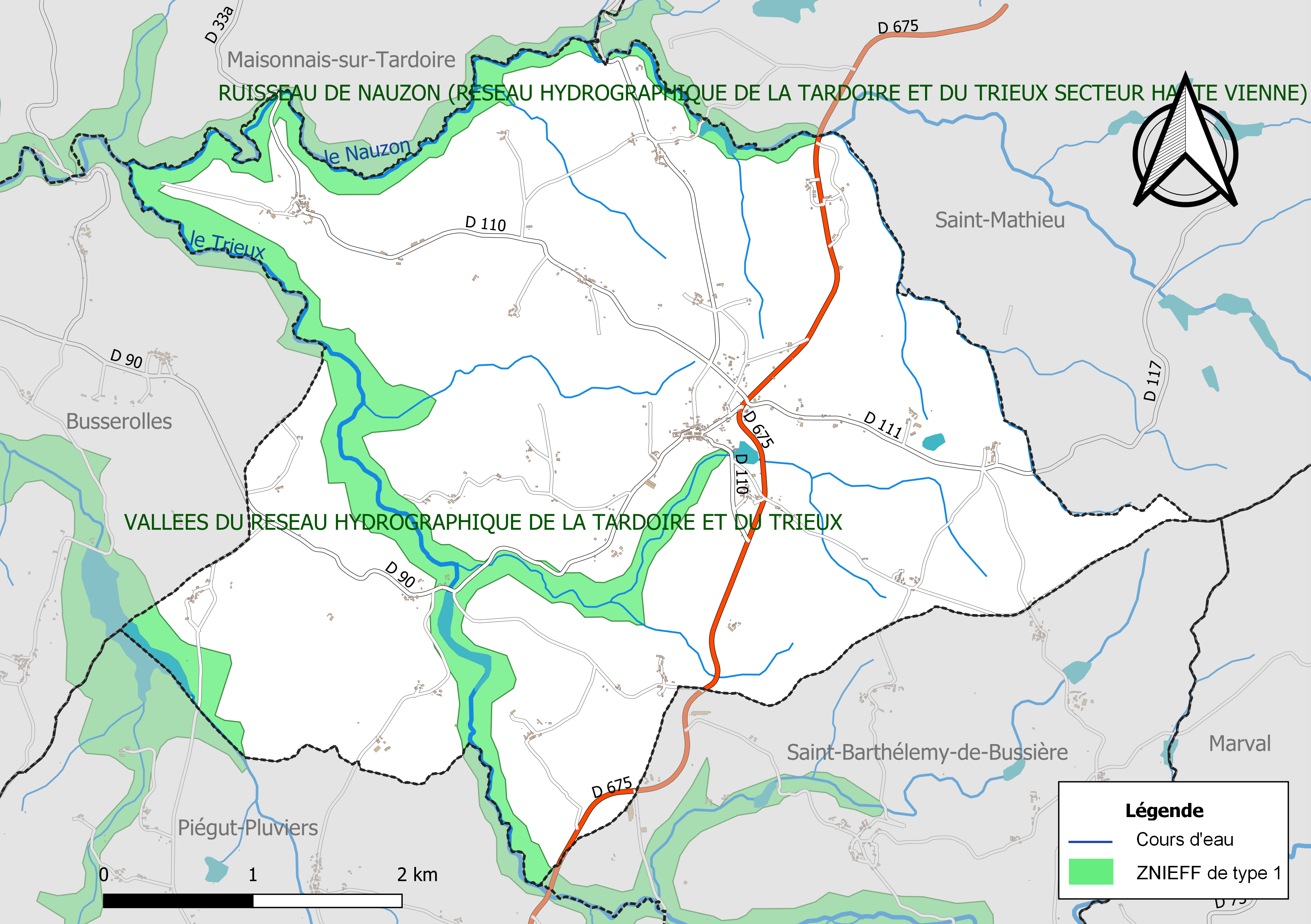
Schutzgebiete in Champniers-et-Reilhac des Typus 1

### Naturpark
Die Gemeinde ist seit 1998 ein integraler Bestandteil des Regionalen Naturparks Périgord-Limousin.

### Schutzgebiete
Im Gemeindegebiet bilden die Talungen des Trieux, des Nauzon und des Ruisseau de la Francherie sowie der Étang Grolhier eine ökologische Schutzzone (kontinentale ZNIEFF des Typus 1 – Französisch Zone d'interèt écologique, faunistique et floristique). Die Schutzzone wird im Französischen als Vallées du réseau hydrographique de la Tardoire et du Trieux bezeichnet und ist bemerkenswert für ihre Flora und für ihre Wassergüte. 
Die angetroffene Flora umfasst rund 40 Pflanzenarten, von denen vier als charakteristisch angesehen werden: Moschuskraut Adoxa moschatellina, Gefingerter Lerchensporn Cordyalis solida, Wiesenrauten-Muschelblümchen Isopyrum thalictroides und Atlantisches Hasenglöckchen Hyacinthoides non-scripta.
Seit 1979 ist der Étang Grolhier im Südwesten als 233 Hektar großes Naturreservat (Französisch site naturel) ausgewiesen (der Weiher  selbst ist nur 22,4 Hektar groß).

## Geschichte
Die Römerstraße von Périgueux nach Poitiers führte einst in der Nähe von Reilhac vorbei. Aus der gallorömischen Zeit stammt eine Villa, die 1922 am Étang des Petits Moulins am Südrand der Gemeinde entdeckt wurde. Reilhac besitzt eine romanische Kirche aus der zweiten Hälfte des 12. Jahrhunderts, in Champniers steht ebenfalls eine romanische Kirche aus dem 12. Jahrhundert. Vom ehemaligen Schloss in Champniers ist noch der viereckige Donjon erhalten geblieben.

## Bevölkerungsentwicklung
| Bevölkerungsentwicklung in Champniers-et-Reilhac | Bevölkerungsentwicklung in Champniers-et-Reilhac | Bevölkerungsentwicklung in Champniers-et-Reilhac |
| ------------------------------------------------ | ------------------------------------------------ | ------------------------------------------------ |
| Jahr                                             | Einwohner                                        |                                                  |
| 1962                                             | 694                                              |                                                  |
| 1968                                             | 661                                              |                                                  |
| 1975                                             | 554                                              |                                                  |
| 1982                                             | 548                                              |                                                  |
| 1990                                             | 544                                              |                                                  |
| 1999                                             | 533                                              |                                                  |
| 2007                                             | 508                                              |                                                  |
| 2008                                             | 504                                              |                                                  |
| 2012                                             | 500                                              |                                                  |
| 2013                                             | 497                                              |                                                  |
| 2015                                             | 478                                              |                                                  |
| 2017                                             | 455                                              |                                                  |
| 2019                                             | 453                                              |                                                  |

Quelle: INSEE
Die Einwohnerzahlen sind seit 1962 generell rückläufig (Bevölkerungsverlust von 34 Prozent), mit sehr starkem Rückgang zwischen 1968 und 1975.
Bei einer Flächenausdehnung von 20,40 Quadratkilometer beträgt die Bevölkerungsdichte 22 Einwohner/km².

## Wirtschaft

### Beschäftigung
Im Jahr 2015 betrug die erwerbsfähige Bevölkerung zwischen 15 und 64 Jahren 178 Personen, d. h. 37,2 % der Gesamtbevölkerung. Die Zahl der Arbeitslosen hat im Vergleich zu 2010 von 27 auf 26 abgenommen, die Arbeitslosenquote liegt jetzt somit bei 14,6 %.

### Unternehmen und Betriebe
Am 31. Dezember 2015 waren in der Gemeinde 60 Unternehmen ansässig, davon 31 im Sektor Handel, Transport oder Dienstleistungen, 13 im Baugewerbe, 6 in der Landwirtschaft, Forst oder Fischerei, 6 in der Industrie und 4 im Sektor Verwaltung, Bildung, Gesundheitswesen oder Soziales.

## Sehenswürdigkeiten
- Romanische Kirche Saint-Paul in Reilhac, zweite Hälfte des 12. Jahrhunderts, Monument historique seit 1965
- Romanische Kirche Saint-Paixent in Champniers, 12. und 15. Jahrhundert, mit oktogonalem Kirchturm
- Château de Champniers, von dem nur der viereckige Turm erhalten ist[3]
- Château de Reilhac aus dem 17. Jahrhundert

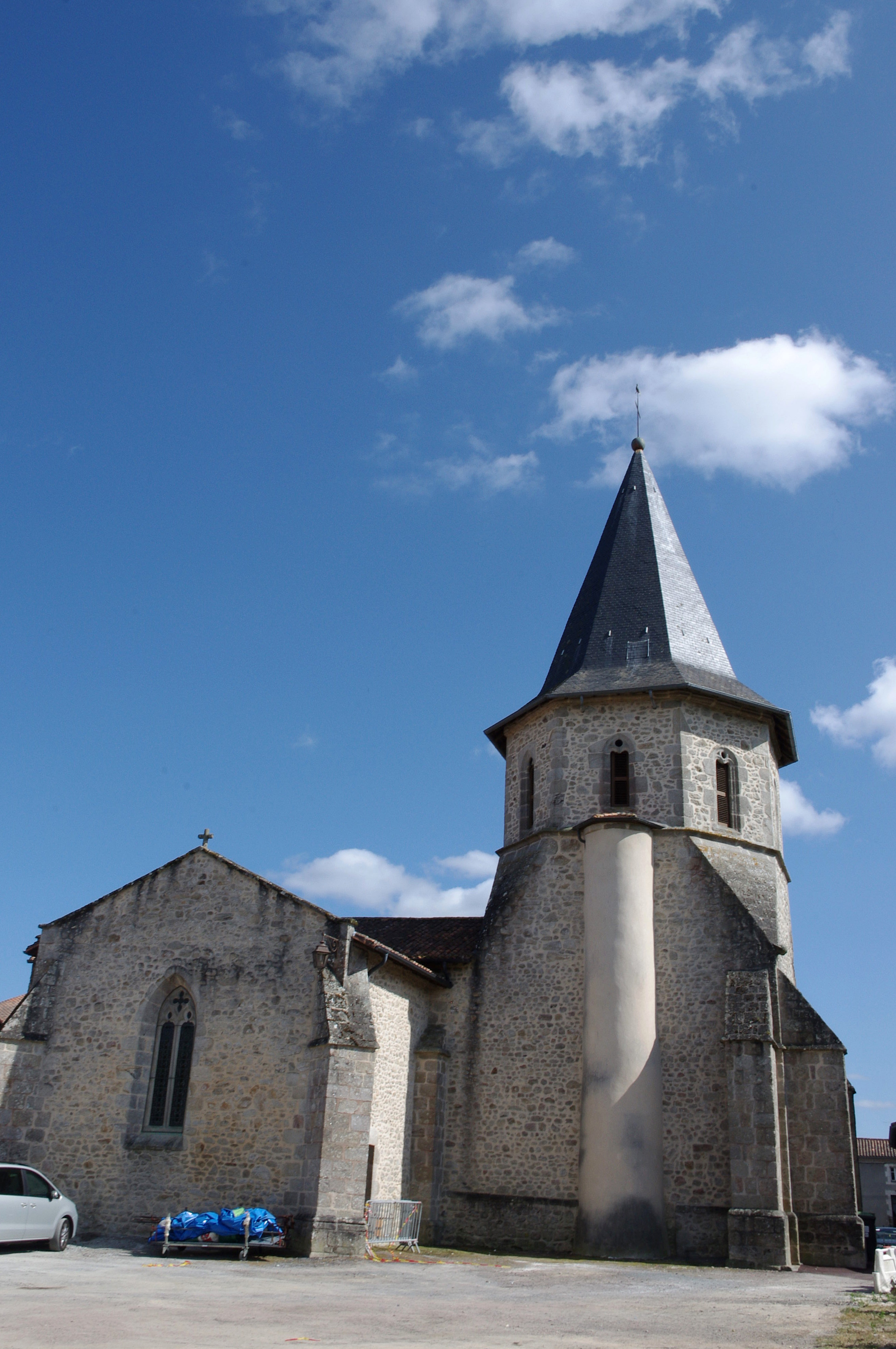
Die Kirche Saint-Paixent in Champniers
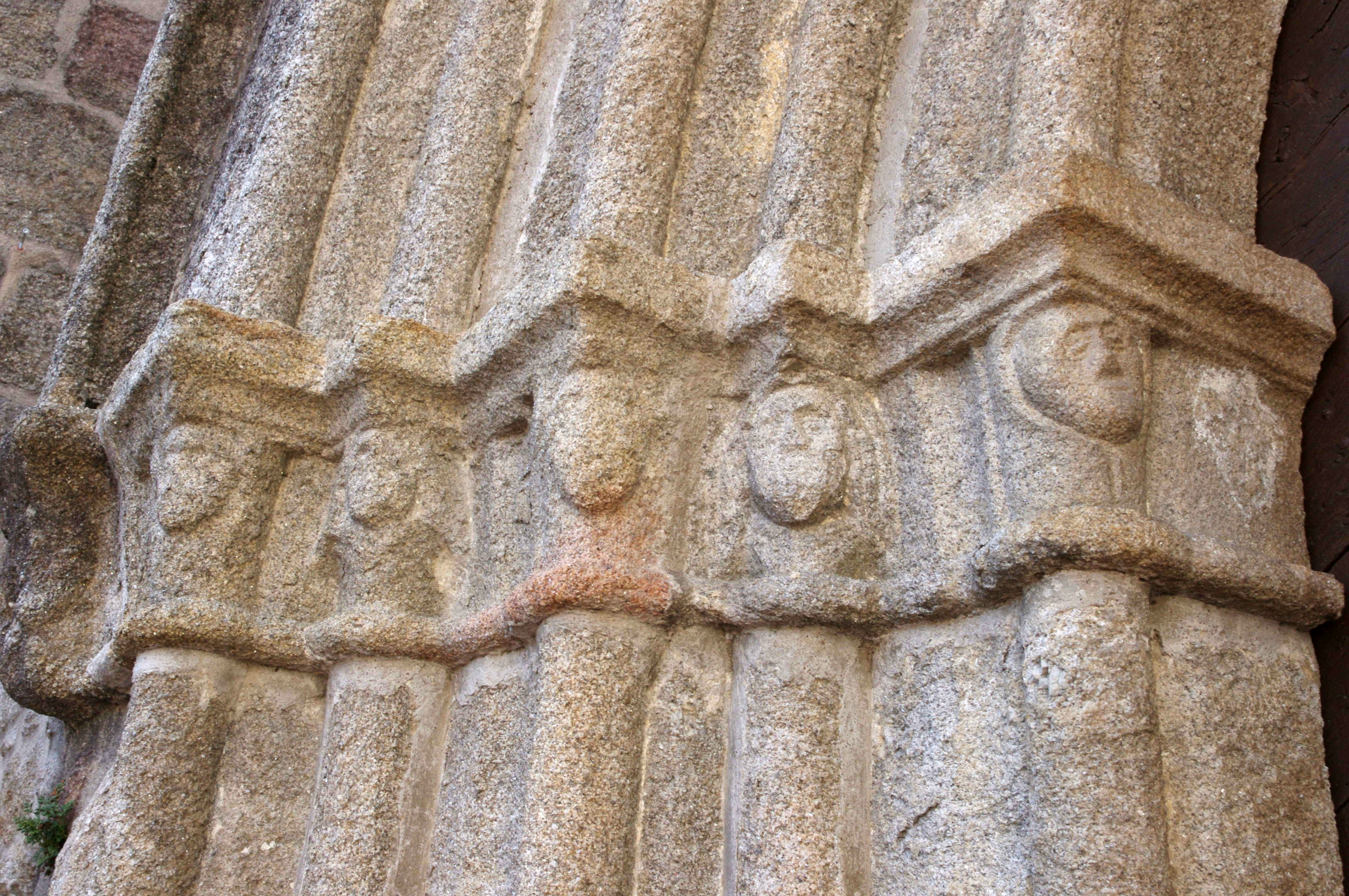
Eingangsportal von Saint-Paixent
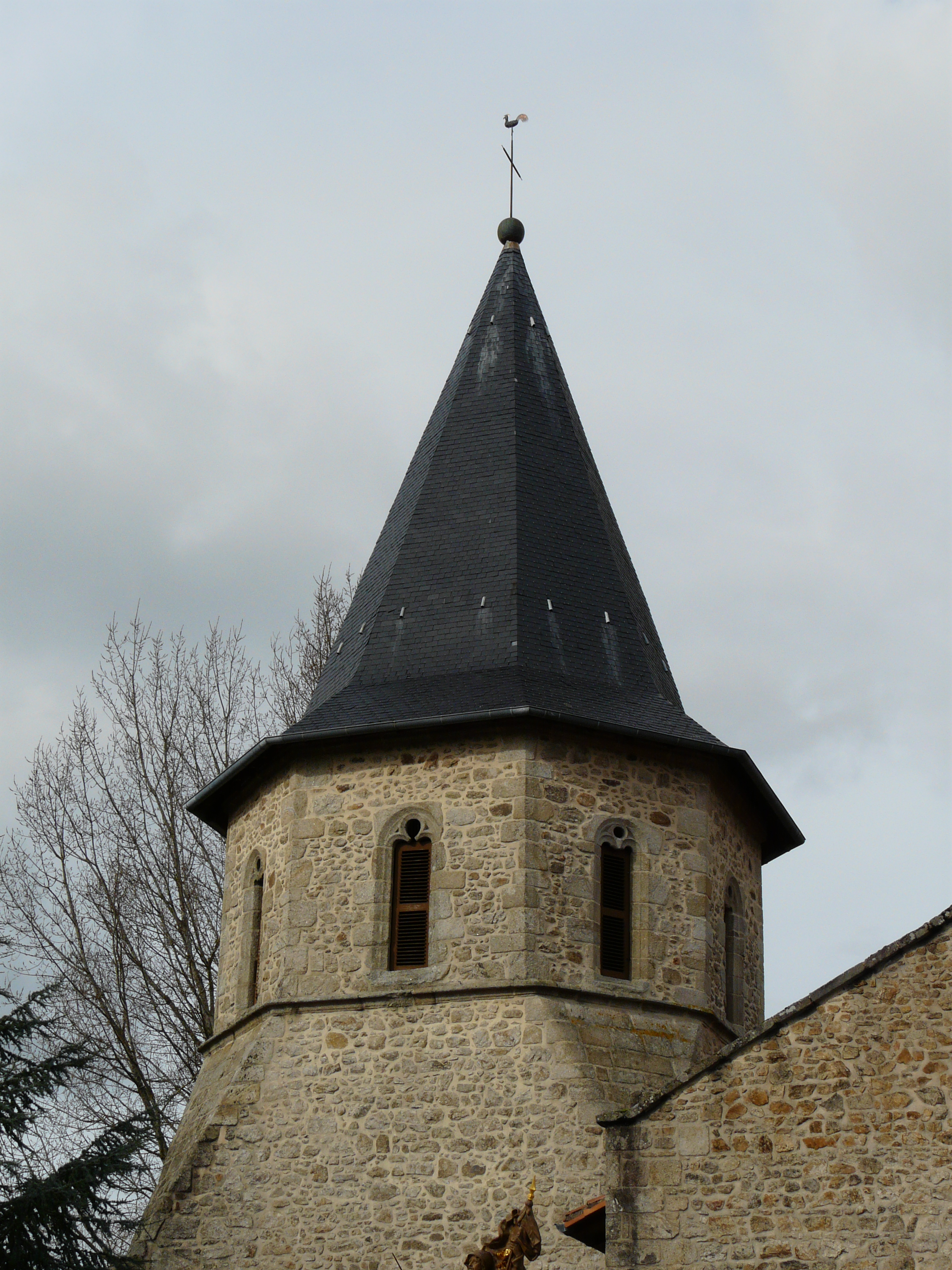
Oktogonaler Kirchturm von Saint-Paixent
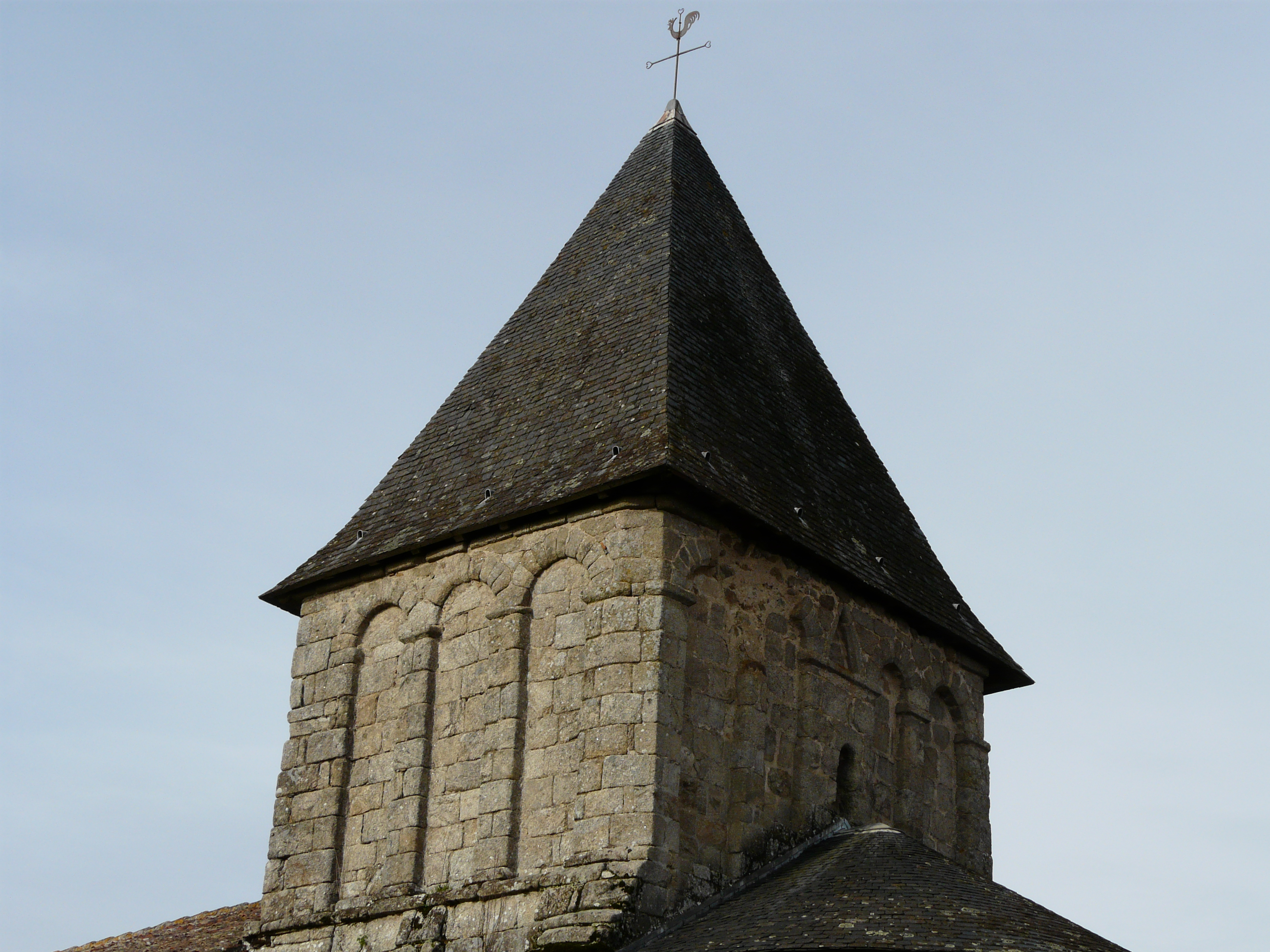
Kirchturm von Saint-Paul in Reilhac
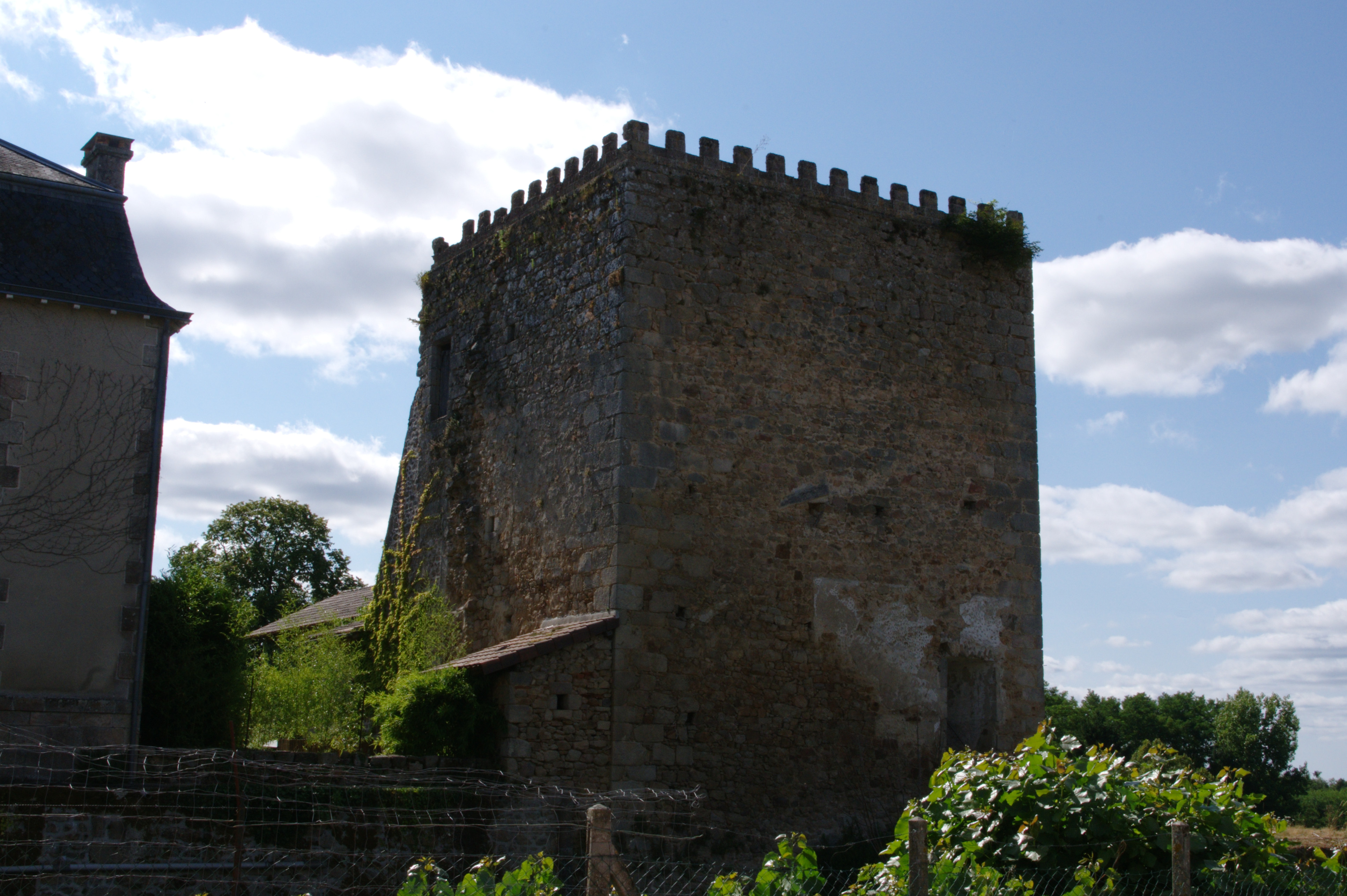
Der übriggebliebene Turm des Château de Champniers
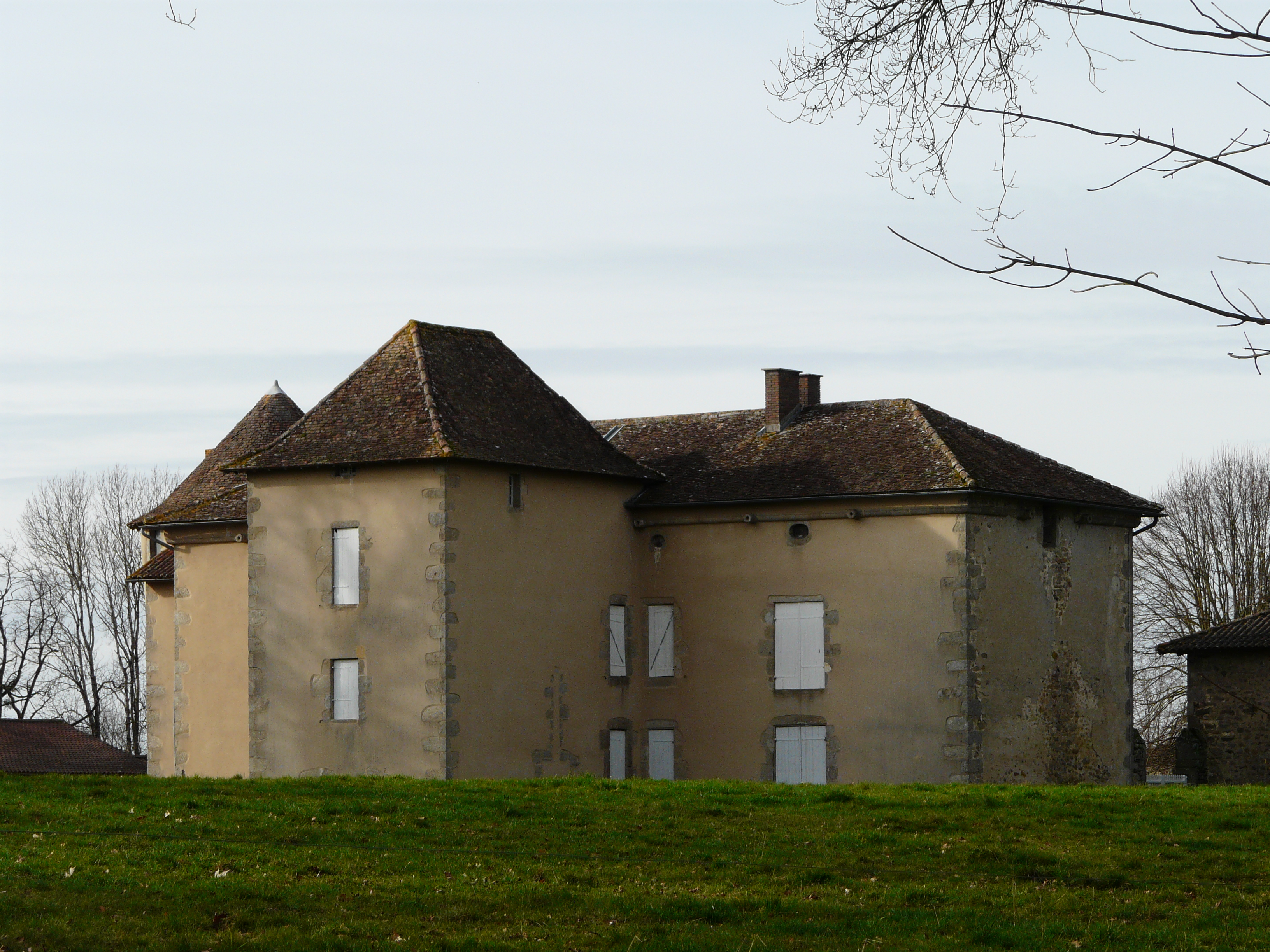
Das Château de Reilhac
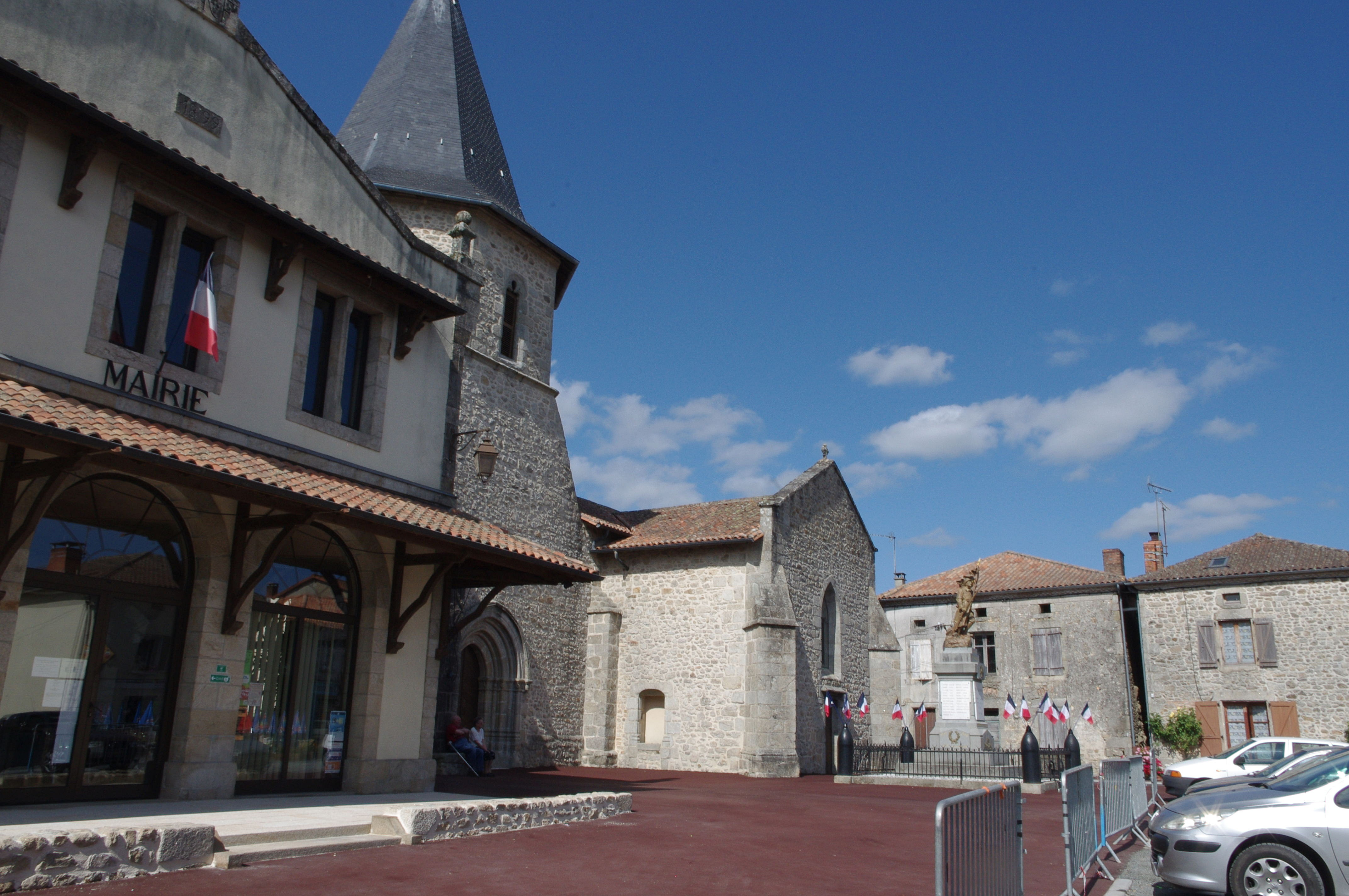
Der Ortskern von Champniers
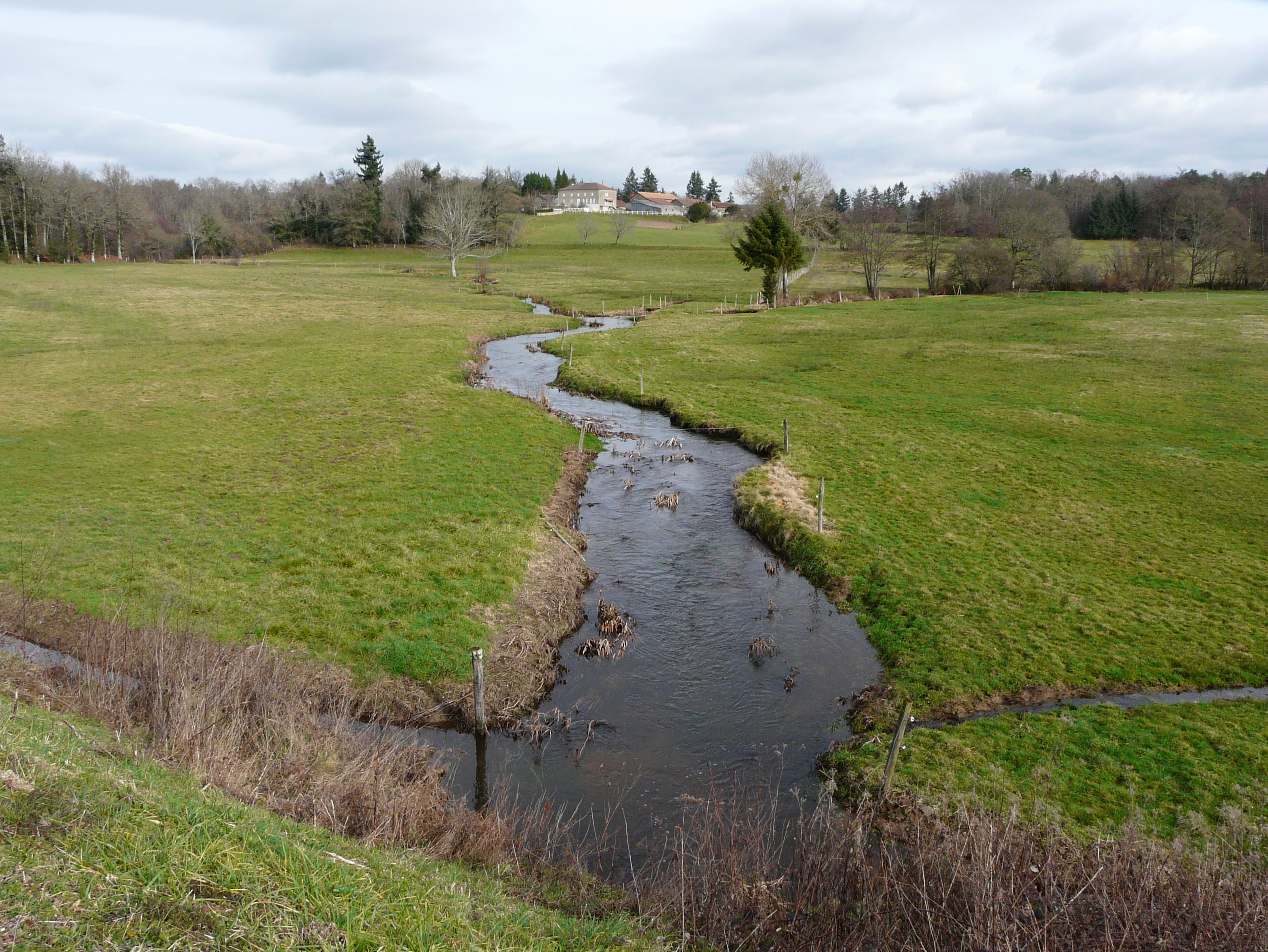
Der Nauzon, Grenzfluss zur Haute-Vienne
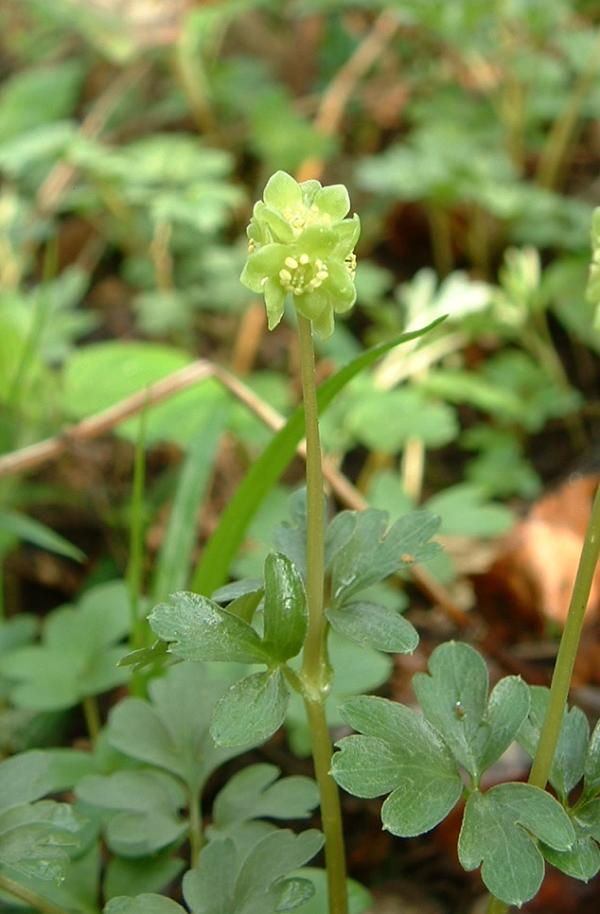
Moschuskraut Adoxa moschatellina
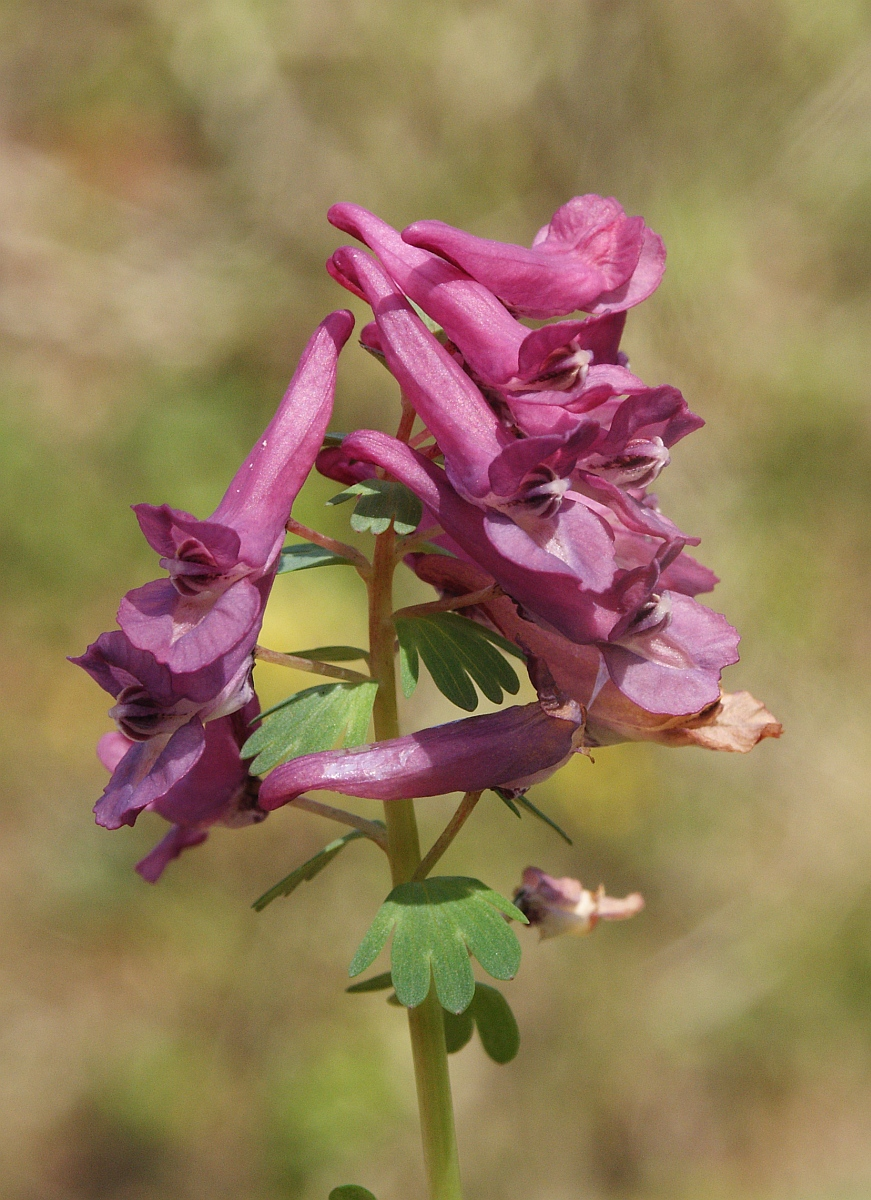
Gefingerter Lerchensporn Cordyalis solida
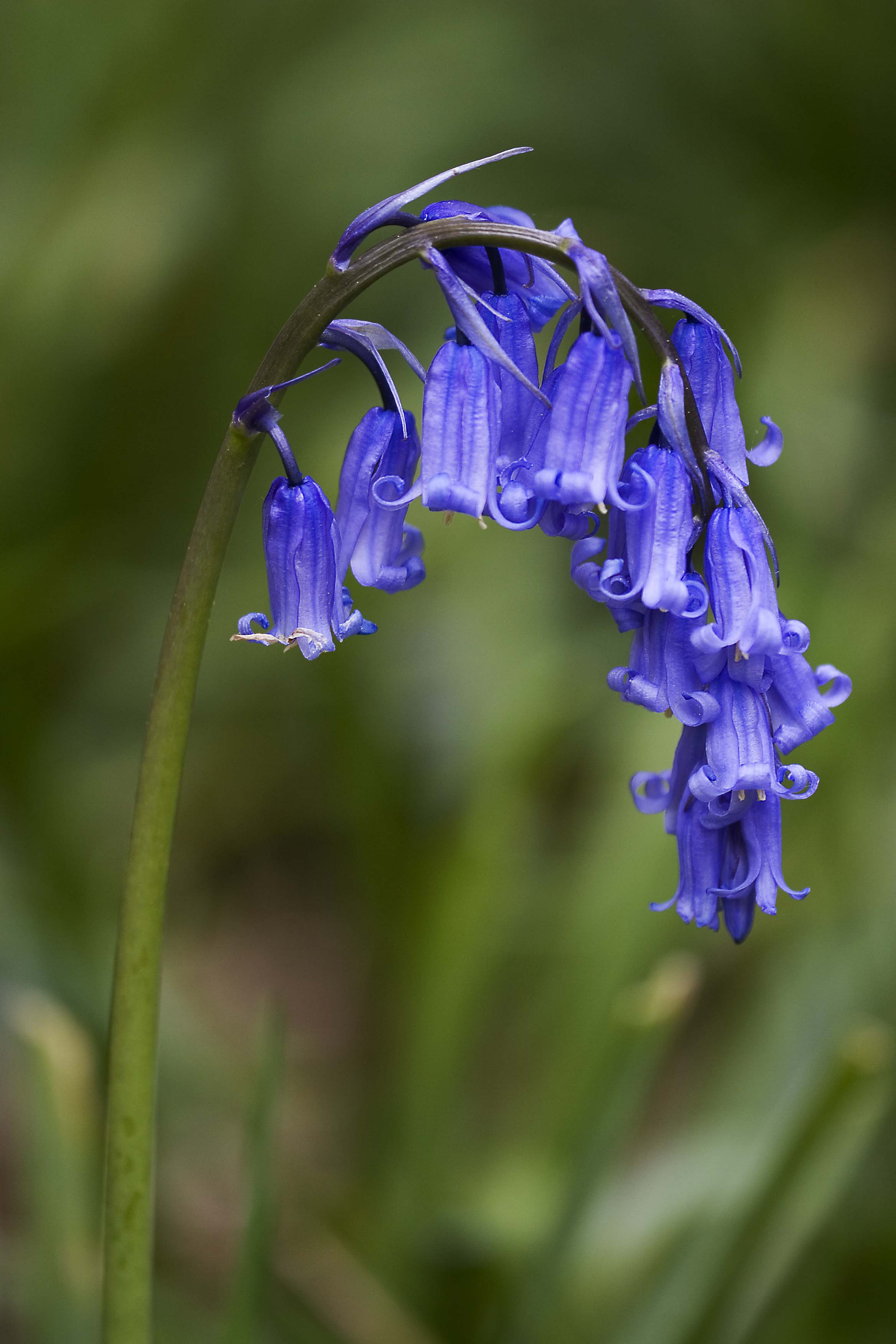
Atlantisches Hasenglöckchen Hyacinthoides non-scripta
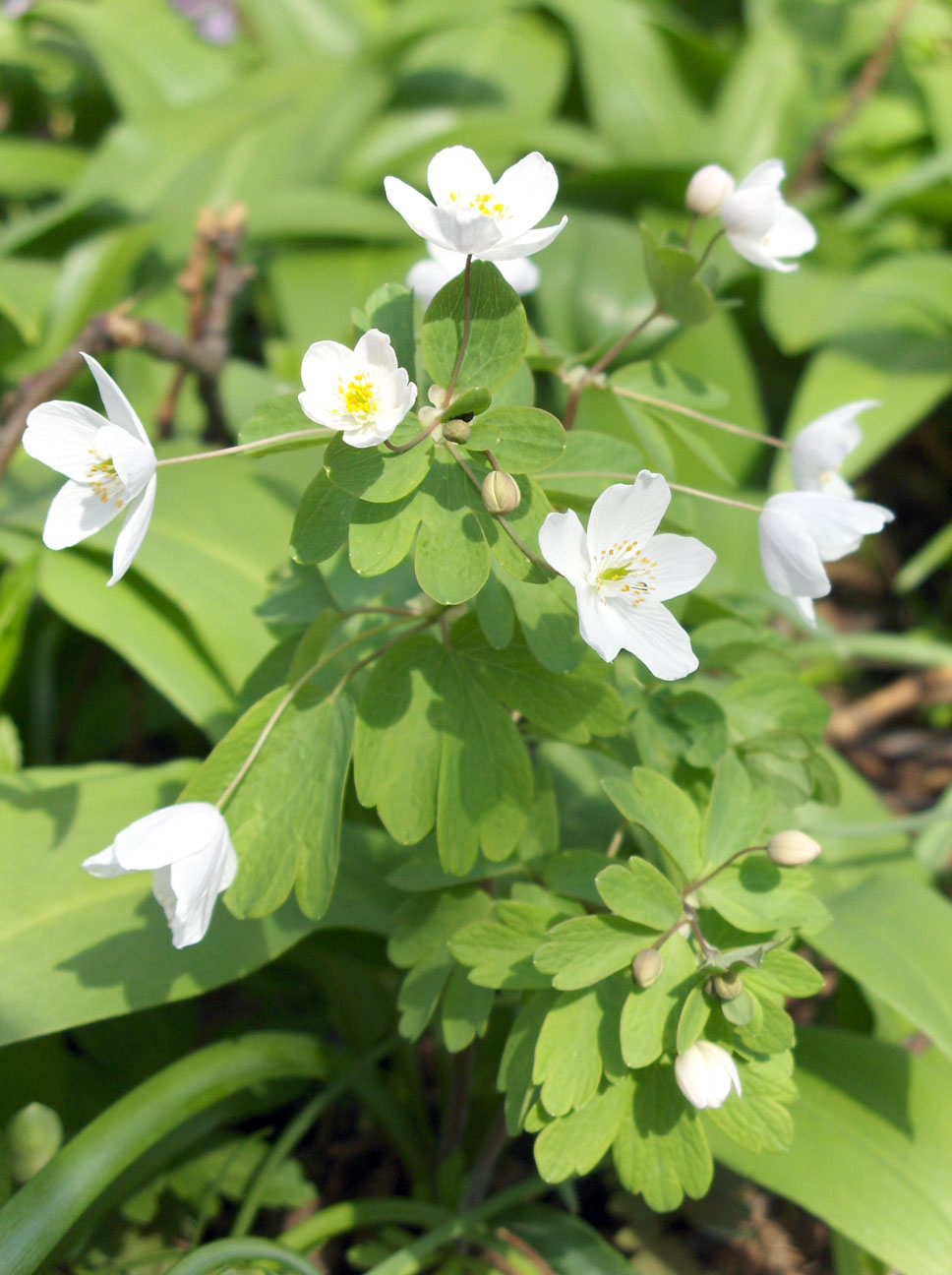
Wiesenrauten-Muschelblümchen Isopyrum thalictroides
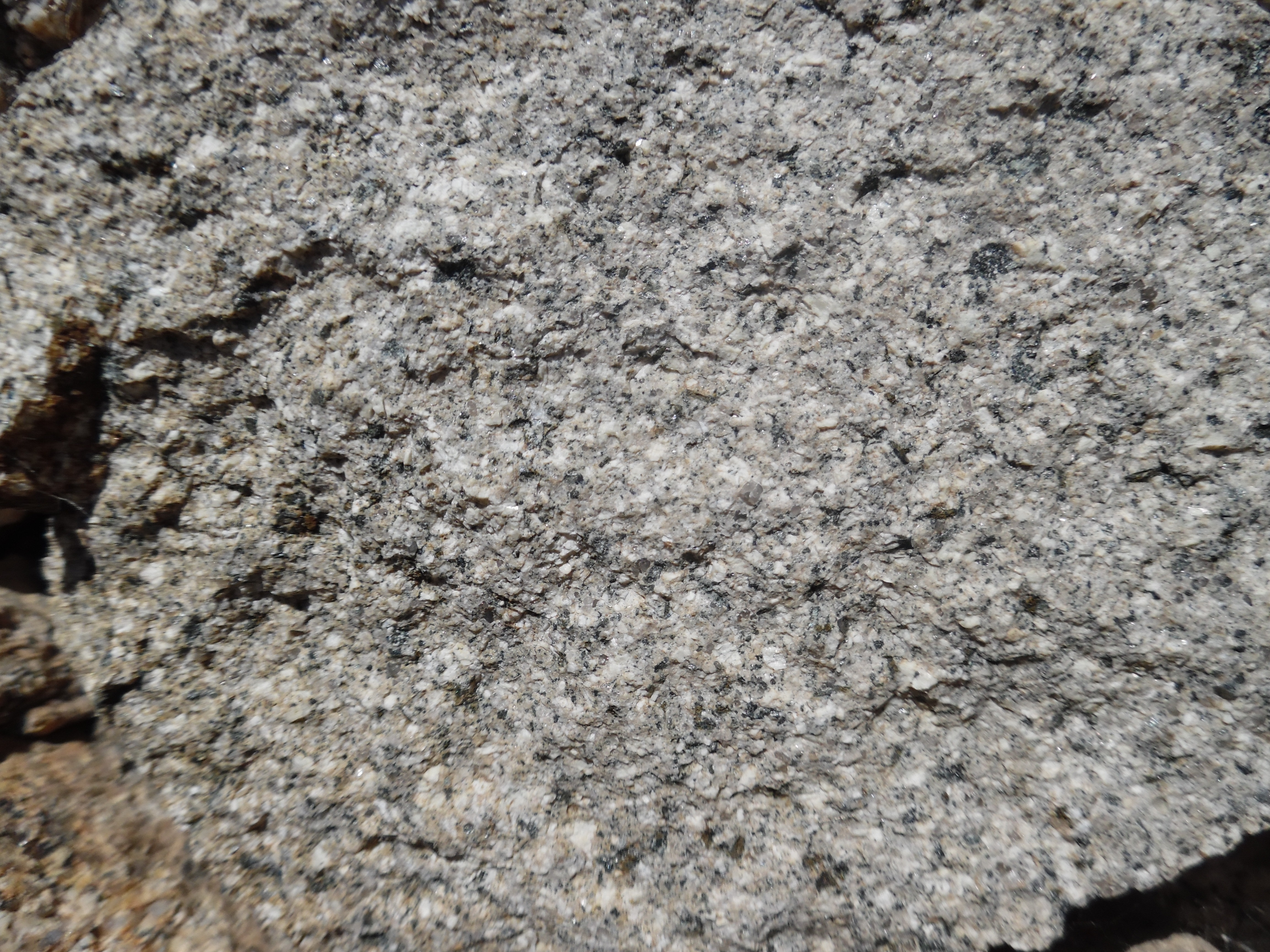
Die feinkörnige Fazies im Saint-Mathieu-Leukogranit (Champniers-et-Reilhac-Leukogranit)
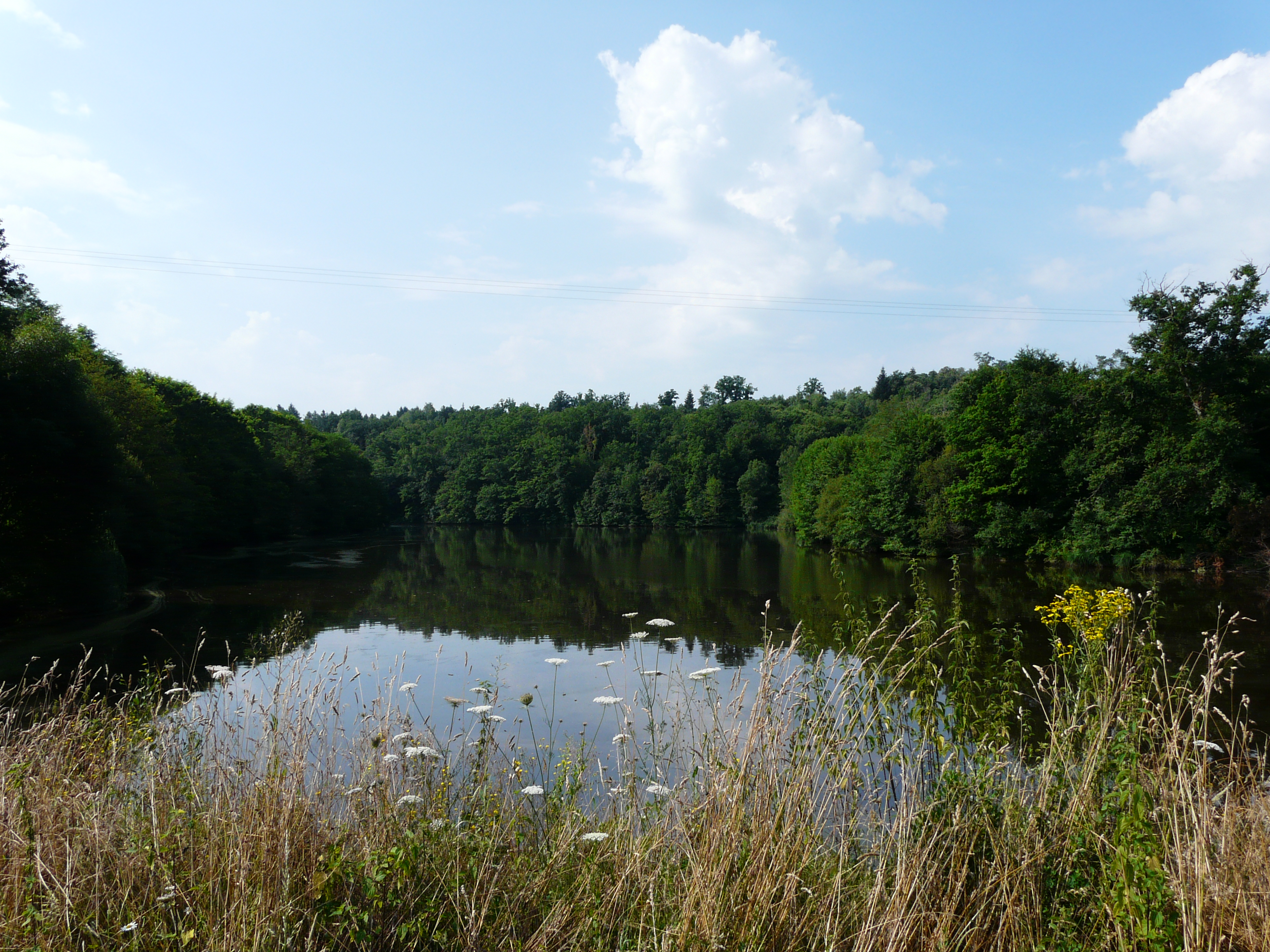
Der Étang Petits Moulins